# محمد كندي (سراب)
محمد كندي هي قرية في مقاطعة سراب، إيران. يقدر عدد سكانها بـ 63 نسمة بحسب إحصاء 2016.